# 小行星6287
小行星6287（英語：6287 Lenham）是一颗围绕太阳公转的小行星。1984年1月8日，愛德華·鮑威爾在可可尼诺县发现了此天体。
这颗小行星的绝对星等为93.45409176350861等。